# Erik Thomson
Erik Thomson (Inverness, Escocia; 27 de abril de 1967) es un actor británico, conocido por su interpretación de Hades en la serie Xena, por su interpretación de Mitch Stevens en la serie All Saints y a Dave Rafter en Packed to the Rafters.

## Biografía
Erik es hijo de un doctor su madre es enfermera, tiene dos hermanas, una de ellas es enfermera. Thomson nació en Escocia pero se crio en Nueva Zelanda.
Es buen amigo de la actriz Libby Tanner, con quien compartió créditos en la serie All Saints.
El 7 de abril de 1999 se casó con la actriz Caitlin McDougall, en el 2007 la pareja tuvo su primera hija, Eilish Thomson.
El 2 de enero de 2011 la pareja tuvo su segundo hijo, James Magnus Thomson.

## Carrera
Entre sus participaciones en teatro se encuentran las obras Twelve Angry Men, Julius Caesar, All My Sons, Someone Who’ll Watch Over Me, Angels in America, Hamlet, Othello, School For Scandal, A Night in the Ukraine, entre otras...
En 1993 obtuvo el papel por el que adquirió fama, cuando se unió al reparto de la serie australiana All Saints donde interpretaba al Doctor Mitchell "Mitch" Stevens hasta 2003 después de que su personaje muriera a causa de un tumor cerebral dejando destrozada a su esposa la enfermera Terri Sullivan (Georgie Parker).
De 1995 a 1998 apareció como personaje recurrente desde la primera temporada hasta la cuarta de la serie Xena: Warrior Princess donde interpretó al dios del inframundo Hades, su personaje fue interpretado por el actor Stephen Lovatt durante la quinta temporada de la serie. Erik también interpretó el mismo personaje en la serie Hercules: The Legendary Journeys y en el Joven Hércules.
En 2004 interpretó a la ex-estrella de rock Jack Jaffers en la película The Alice. Un año después interpretó de nuevo el mismo papel ahora en la serie con el mismo nombre de 2005 hasta el final de la serie en 2006.
En 2005 interpretó al comisionado adjunto del grupo de quejas y audiencias de salud David Simpson en la serie MDA. David tiene como tarea investigar cualquier caso de mala conducta o problemas dentro del sistema de salud y hacer recomendaciones para asegurarse que estos errores no vuelvan a ocurrir.
En 2010 se unió al elenco principal de la serie Packed to the Rafters donde interpretó al trabajador y amoroso Dave Rafter, el esposo de Julie (Rebecca Gibney) y padre de Nathan, Rachel, Ben y Ruby Rafter, hasta el final de la serie el 2 de julio de 2013.

## Filmografía

### Series de televisión
| Año             | Serie                            | Personaje             | Notas                          |
| --------------- | -------------------------------- | --------------------- | ------------------------------ |
| 2015 - presente | 800 Words                        | George Turner         | 24 episodios                   |
| 2014            | The Code                         | Niko Gaelle           | 3 episodios                    |
| 2008 - 2013     | Packed to the Rafters            | Dave Rafter           | 122 episodios                  |
| 2005 - 2006     | The Alice                        | Jack Jaffer           | 22 episodios                   |
| 2005            | MDA                              | David Simpson         | 4 episodios                    |
| 1999 - 2003     | All Saints                       | Mitchell Stevens      | 111 episodios                  |
| 2002            | Always Greener                   | Fantasy Creg          | episodio "Here We Go Again"    |
| 1999            | Wildside                         | Paul Duncan           | episodio # 2.11                |
| 1998            | Young Hercules                   | Hades                 | episodio "A Lady in Hades"     |
| 1995 - 1998     | Xena: Warrior Princess           | Hades                 | 4 episodios                    |
| 1998            | Water Rats                       | Lloyd Menzies         | episodio "The Gingerbread Man" |
| 1995 - 1996     | Hercules: The Legendary Journeys | Hades                 | 3 episodios                    |
| 1996            | The Enid Blyton Adventure Series | Joe                   | episodio "Island of Adventure" |
| 1996            | Pacific Drive                    | Brett Barrett         | tv serie                       |
| 1995            | High Tide                        | Charles Hart y Wilcox | 2 episodios                    |
| 1995            | Plainclothes                     | James Rose            | tv serie                       |
| 1992            | The Ray Bradbury Theatre         | Joven Hombre          | episodio "By the Numbers"      |

### Películas
| Año  | Película               | Personaje      | Notas                                                                                           |
| ---- | ---------------------- | -------------- | ----------------------------------------------------------------------------------------------- |
| 2014 | Now Add Honey          | Richard Morgan | junto a Portia de Rossi, David Field, Philippa Coulthard, Robbie Magasiva y Ben Lawson          |
| 2014 | The Broken Shore       | -              | junto a Claudia Karvan, Dan Wyllie, Anthony Hayes, Catherine McClements, Robyn Nevin y Don Hany |
| 2009 | The Boys Are Back      | Digby          | junto a Clive Owen, Chris Haywood, Emma Booth, Emma Lung y Nathan Page                          |
| 2009 | Accidents Happen       | Bob            | junto a Geena Davis, Sebastian Gregory, Viva Bianca, Damien Garvey y Nathan Page                |
| 2009 | Bautiful               | Mr. Thomson    | junto a Socratis Otto y Michelle Chin                                                           |
| 2008 | The Black Balloon      | Simon Mollison | junto a Rhys Wakefield, Luke Ford, Anthony Phelan, Martin Lynes y Gemma Ward                    |
| 2007 | We're Here to Help     | Dave Henderson | junto a Miriam Smith y William Wallace                                                          |
| 2006 | BlackJack: Dead Memory | Rob            | junto a Colin Farrell y Daniel MacPherson                                                       |
| 2005 | Man Janson             | Chas           | corto                                                                                           |
| 2004 | Throught My Eyes       | James Cameron  | junto a Miranda Otto y Grant Bowler                                                             |
| 2004 | Tackle                 | Rob            | corto                                                                                           |
| 2004 | The Alice              | Jack Jaffers   | junto a Dan Wyllie, Andrew McFarlane, Jessica Napier, Damien Garvey y Caitlin McDougall         |
| 2004 | Somersault             | Richard        | junto a Sam Worthington y Damian de Montemas                                                    |
| 2003 | Diagnosis Narcolepsy   | Policía        | corto - junto a Scott Major, Lara Cox, Barry Shepherd y Salvatore Coco                          |
| 2001 | Justin Brown           | Justin Brown   | junto a Leslie Body                                                                             |
| 1998 | 13 Gantry Row          | Kieron         | junto a Rebecca Gibney, Anthony Phelan y Marshall Napier                                        |

### Presentador
| Año         | Programa | Notas                      |
| ----------- | -------- | -------------------------- |
| 2004 - 2007 | Getaway  | 55 episodios - presentador |

### Teatro
| Año  | Obra                          | Personaje         | Director     | Teatro                 | Notas                                                   |
| ---- | ----------------------------- | ----------------- | ------------ | ---------------------- | ------------------------------------------------------- |
| 2012 | The Splinder                  | Padre             | Sarah Goodes | Sydney Theatre Company | junto a Julia Ohannessian, Helen Thomson y Kate Worsley |
| 2004 | Complete Works of Shakespeare | Varios Personajes | -            | Playhouse Theatre      | -                                                       |
| 2001 | An Unseasonable Fall of Snow  | -                 | Erik Thomson | Old Fitzroy Theatre    | -                                                       |
| -    | Twelve Angry Men              | -                 | -            | -                      | -                                                       |
| -    | Angels in America             | -                 | -            | -                      | -                                                       |
| 1998 | Julius Caesar                 | Cassius           | -            | -                      | -                                                       |

## Premios y nominaciones
| Año  | Categoría                                              | Premio             | Serie/Obra            | Resultado |
| ---- | ------------------------------------------------------ | ------------------ | --------------------- | --------- |
| 2018 | Most Popular Actor                                     | Logie Award        | 800 Words             | Nominado  |
| 2016 | Best Actor                                             | Silver Logie Award | 800 Words             | Ganó      |
| 2012 | Most Popular Actor                                     | Silver Logie Award | Packed to the Rafters | Nominado  |
| 2012 | Best Performance                                       | AACTA Award        | Packed to the Rafters | Nominado  |
| 2011 | Most Popular Actor                                     | Silver Logie Award | Packed to the Rafters | Nominado  |
| 2011 | Most Outstanding Actor                                 | Silver Logie Award | Packed to the Rafters | Nominado  |
| 2010 | Most Popular Actor                                     | Silver Logie Award | Packed to the Rafters | Nominado  |
| 2009 | Most Popular Actor                                     | Silver Logie Award | Packed to the Rafters | Nominado  |
| 2008 | Best Supporting Actor                                  | AFI Award          | The Black Balloon     | Nominado  |
| 2008 | Best Performance by an Actor in a Leading Role in Film | Film Award         | We're Here to Help    | Nominado  |
| 2004 | Best Actor in a Suporting Role                         | AFI Award          | Somersault            | Ganó      |
| 2004 | Best Supporting Male Actor                             | FCCA Award         | Somersault            | Nominado  |
| 2004 | Most Popular Actor                                     | Silver Logie Award | All Saints            | Nominado  |
| 2003 | Most Popular Actor                                     | Silver Logie Award | All Saints            | Ganó      |